# Chondrostoma variabile
Chondrostoma variabile és una espècie de peix cipriniforme de la família dels ciprínids.
Els mascles poden assolir els 35 cm de longitud total.
Es troba als rius Volga i Ural.